# Sit członowaty
Sit członowaty (Juncus articulatus L.) – gatunek z rośliny sitowatych. Zasięg pierwotny obejmuje całą Europę, północną Afrykę, znaczną część Azji po północną część subkontynentu indyjskiego i Wietnam na południu, Amerykę Północną po północny Meksyk na południu. Zawleczony i zdziczały rośnie w Australii, Nowej Zelandii, w Peru i Argentynie. W Polsce pospolity na całym obszarze. 

## Morfologia

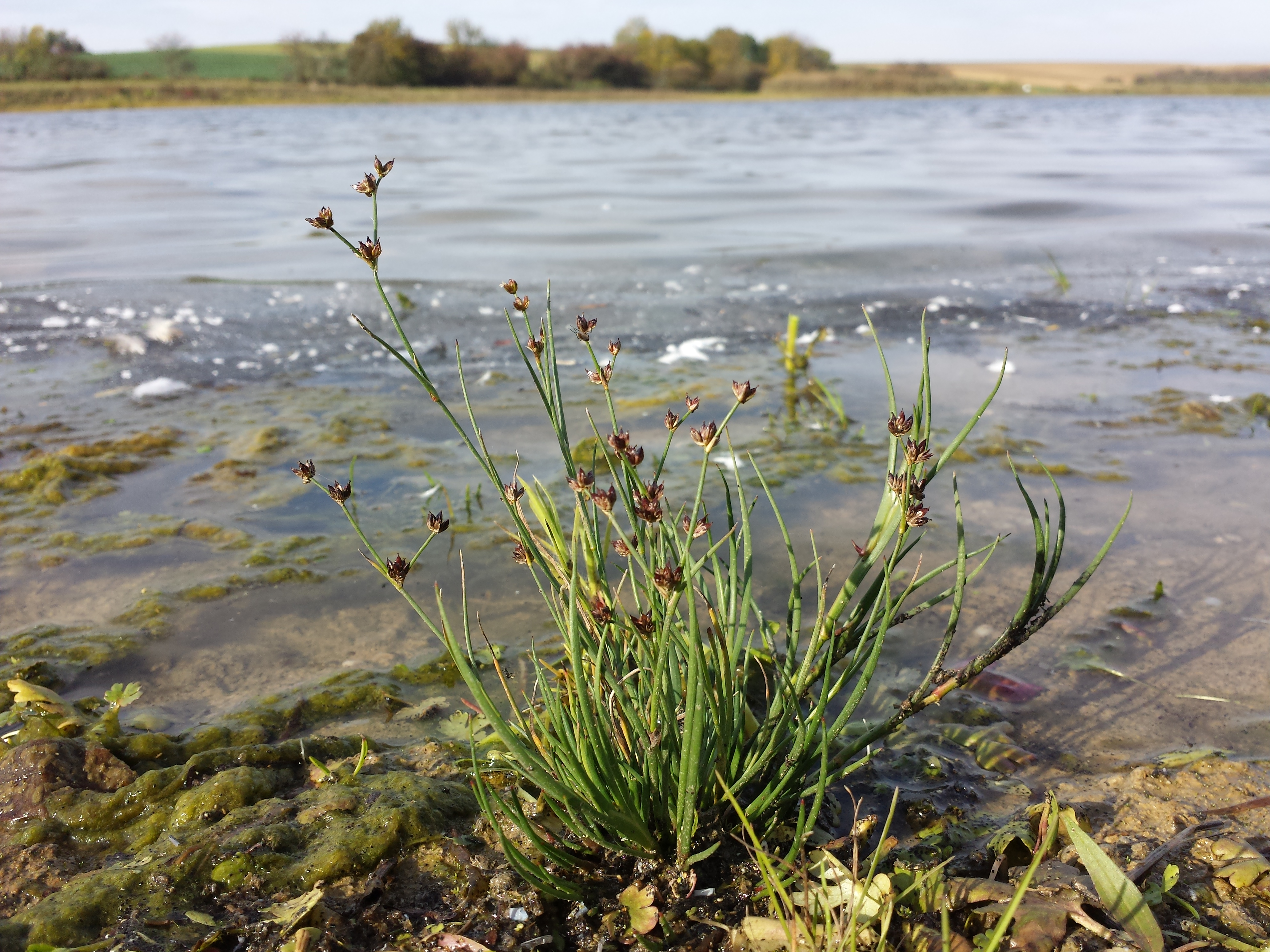
Pokrój

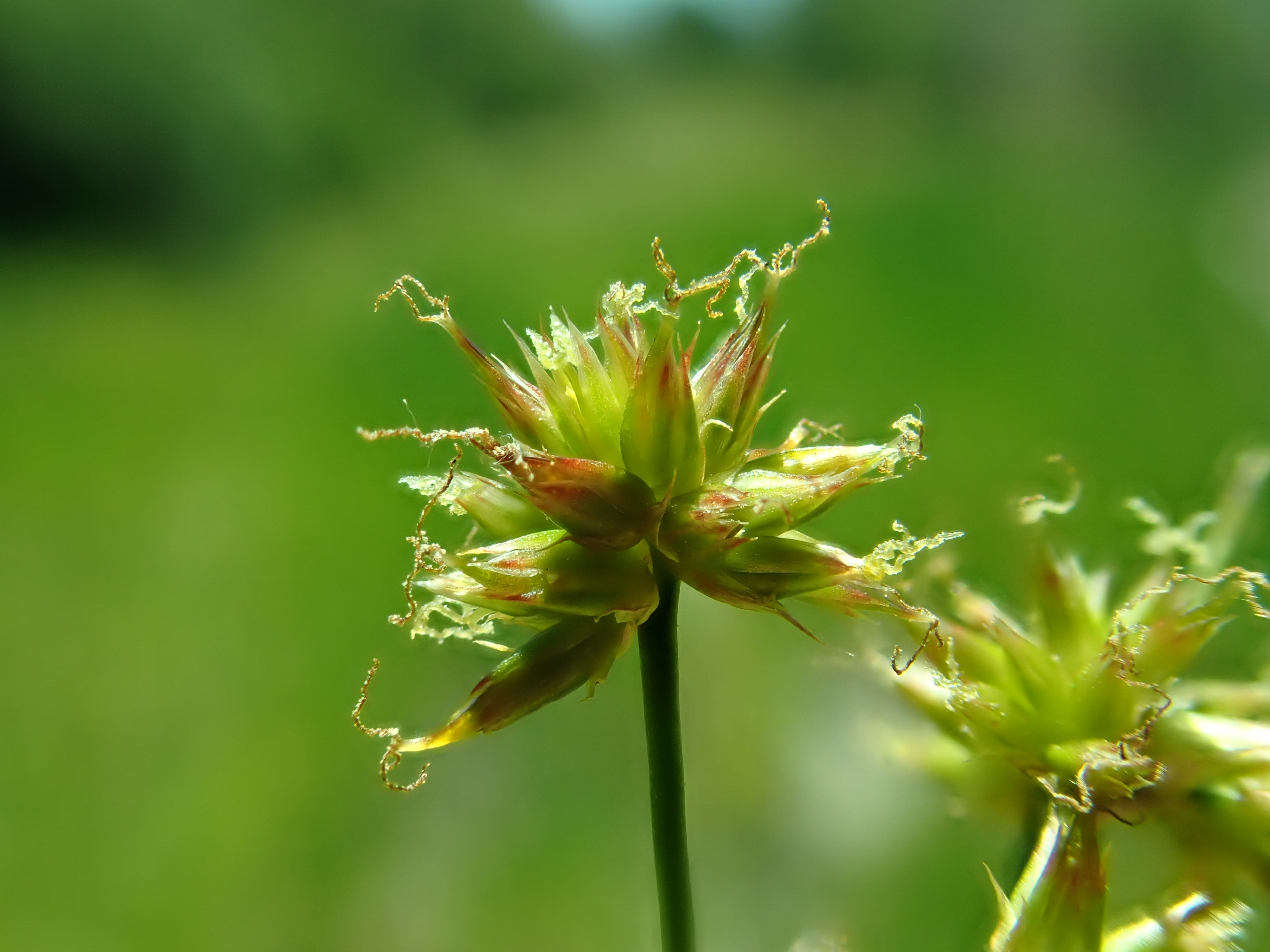
Kwiaty

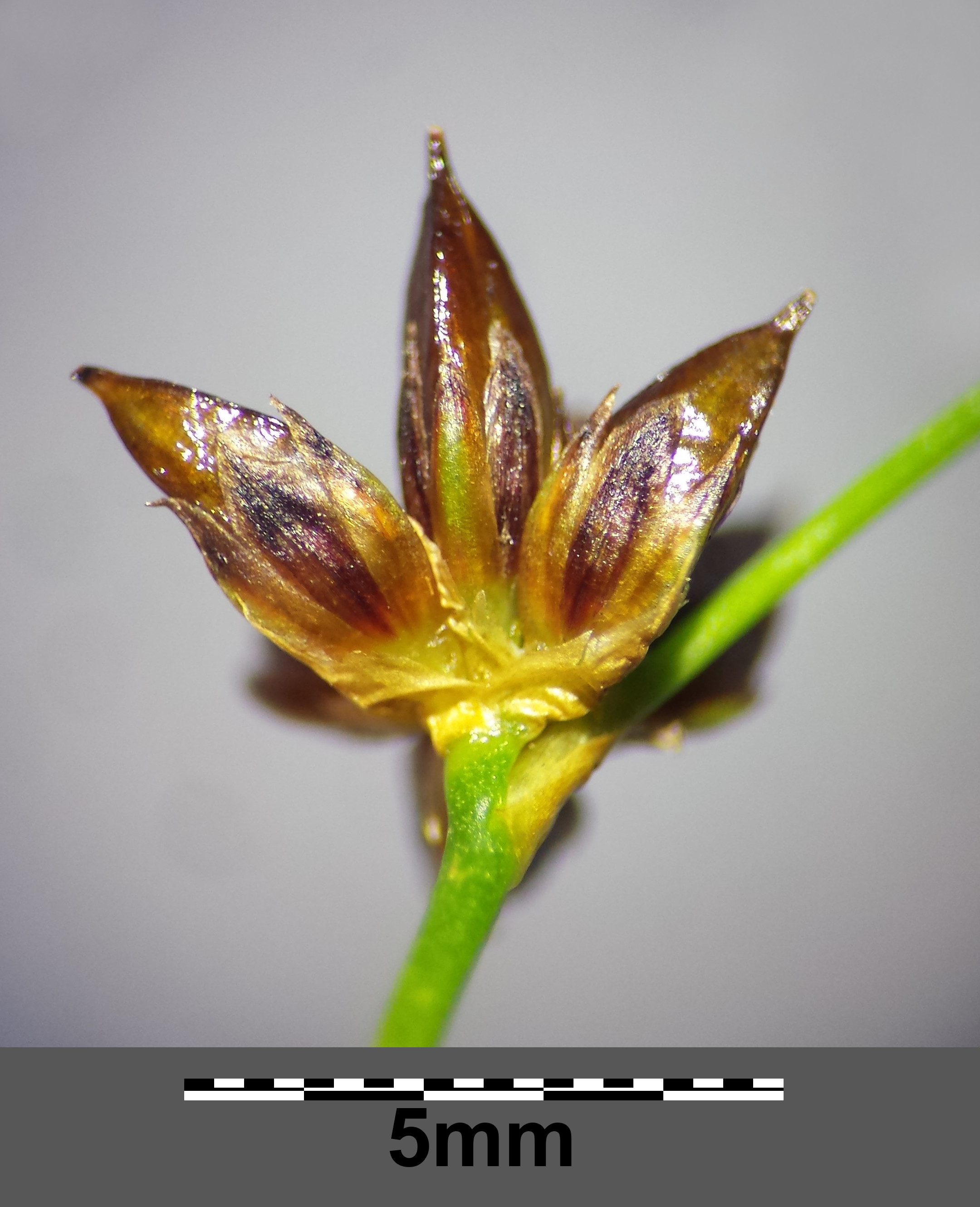
Owoce

PokrójDrobnokępkowa roślina, do 60 cm wysokości z gęstą wiązką korzeni.
PędŁodygi długości 10–60 cm wyrastają z czołgającego się kłącza. Łodygi ulistnione na całej długości, kolankowate.
LiścieSzydlaste, o blaszkach obłych i przegradzanych (przegrody dobrze widoczne w stanie suchym).
KwiatostanLuźna, wierzchotkowata rozrzutka, licznogłówkowa. W drobnych główkach skupionych jest po kilka-kilkanaście kwiatów. Podsadka krótka.
KwiatOkwiat ciemnobrunatny, drobny, długości 2,5–3 mm. Listki okwiatu jednakowe, ostre, krótsze od torebki. Kwitnie od czerwca do września.
OwocTorebka jajowata, błyszcząca, czerwonobrunatna, z krótkim, ostrym dzióbkiem na czubku.
NasionaDrobne (do 0,5 mm długości), brunatne lub czerwonawe, podłużnie siatkowane.

## Biologia i ekologia
Bylina. Rośnie na podmokłych łąkach i pastwiskach na glebach ciężkich i słabo przewietrzanych oraz na brzegach wód.